# 2-Oxoglutarate décarboxylase
La 2-oxoglutarate décarboxylase, ou α-cétoglutarate décarboxylase, est une lyase qui catalyse la réaction :
α-cétoglutarate  {\displaystyle \rightleftharpoons }  semialdéhyde succinique + CO2.
Cette enzyme intervient chez certains procaryotes dans la conversion de l'α-cétoglutarate en succinate comme voie alternative aux 6e et 7e étapes du cycle de Krebs.